# São Paulo Railway Athletic Club
O São Paulo Railway Athletic Club (S.P.R.) nasceu a partir da companhia ferroviária do mesmo nome a São Paulo Railway Co., em fevereiro de 1919. Com o fim do São Paulo Athletic Club a colônia inglesa ficou sem clube, e assim com a criação do São Paulo Railway Athletic Club eles voltaram a ter uma associação desportiva. Apesar de ser fundada em 1919 o São Paulo Railway Athletic Club disputou seu primeiro Campeonato Paulista de Futebol apenas em 1933, entre suas conquistas estão o Torneio Início de 1943, o Torneio Amistoso do Paraná em 1939 e um Vice-campeonato em 1933 do Campeonato Paulista de Futebol Amador (FPF)

## História
A introdução do futebol no Brasil causa polêmica até hoje, mas o grande iniciador e que difundiu de forma mais séria  o esporte no final do século XIX , foi Charles Miller. Charles Miller era filho de um importante diretor da São Paulo Railway, e ao voltar de sua viagem da Inglaterra, trouxe as primeiras bolas de futebol para o Brasil e com ela introduziu oficialmente o esporte na cidade de São Paulo.
Assim foram montados 2 times de futebol, o dos ingleses funcionários da Companhia de Gás, junto com os funcionários da S.P Railway, da qual Miller fazia parte. O primeiro jogo de futebol no Brasilaconteceu em 1895, na Rua do Gasômetro, na qual o time de Charles Miller venceu por 4 a 2 o Companhia de Gás Team, com  gols do introdutor do futebol. A SPR ( São Paulo Railway Limited ) era uma companhia inglesa que tinha a concessão para o uso e domínios do sistema ferroviário do Estado de São Paulo, seus empregados aprenderam a praticar o futebol com os ingleses que gerenciavam a companhia, mas nunca eram admitidos nos clubes que estes criavam porque no começo o futebol só era permitido para uma elite restrita, no entanto os anos foram passando e o esporte foi ganhando espaço na classe operária. Em 1914 em Santos fundaram seu grêmio futebolístico, a companhia São Paulo Railway Cº ia de Santos a Jundiaí passando por São Paulo o que permitia que seus funcionários disputassem jogos em ambas as cidade, assim em 1915 apesar da maioria residir em São Paulo disputaram o "2º campeonato oficial da cidade de Santos" e passaram a partir de então a disputar os campeonatos santistas, na década de 20 com a criação da 2ª divisão e 3ª divisão do campeonato paulista, inscreveram-se no campeonato paulista e mudaram sua sede para São Paulo onde fundaram novamente a equipe em 16 de fevereiro de 1919, mantendo o mesmo nome São Paulo Railway A.C. O clube já neste tempo começou a mudar suas feições, já que o esporte era praticado pelos funcionários mais simples , junto com alguns diretores com cargos de destaque. O time assumiu com o tempo o carácter de clube operário, do mesmo jeito que outros times paulistanos, como o Palestra Itália ( fundado em 1914),o Corinthians (1910) e o Juventus (fundado em 1924) .

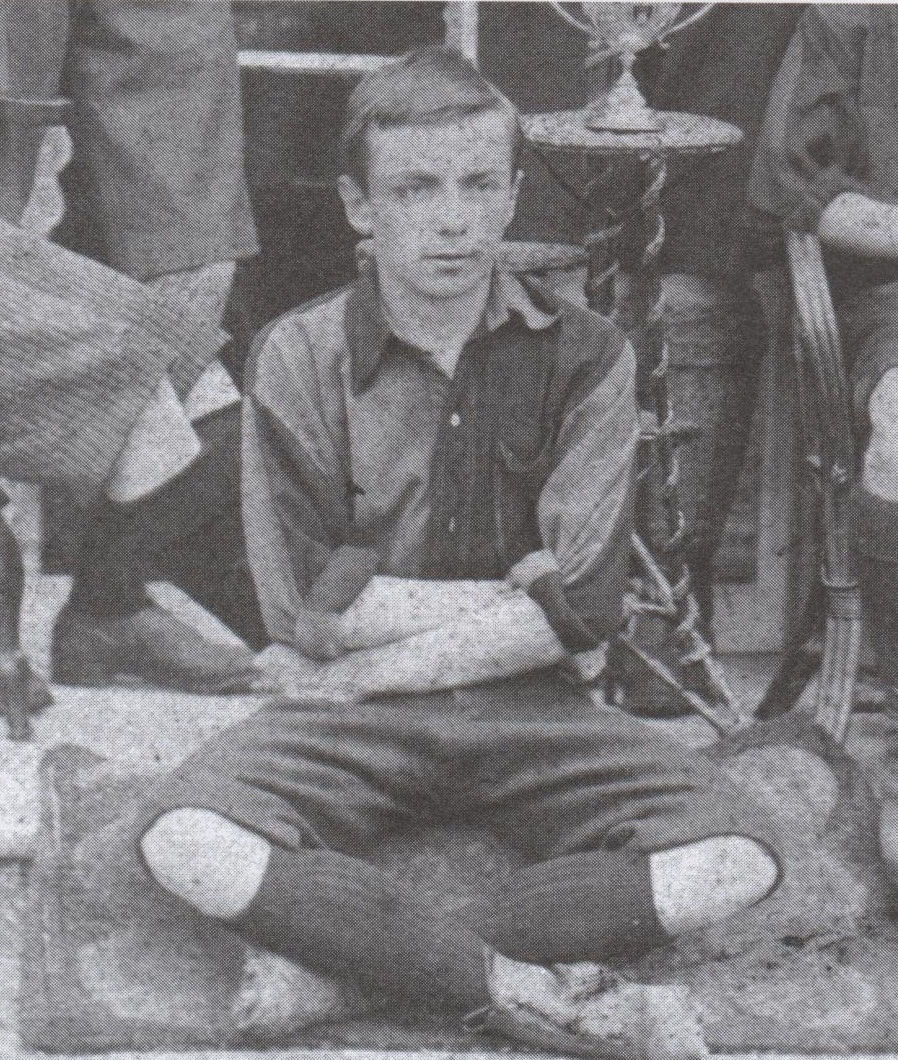
Charles Miller

### Primeiros anos em busca do acesso 1920 até 1930
A estreia em campeonatos paulista oficiais do São Paulo Railway A.C. foi em 1924, no então chamado Campeonato da Divisão Principal (APEA), uma espécie de terceira divisão (Atual A3) na época, ao lado de equipes como São Caetano Esporte Clube e Voluntários da Pátria Football Club, o São Paulo Railway A.C não foi longe. Em Santos a equipe do São Paulo Railway faturou o Torneio Início de Santos no dia 31 de agosto. No ano seguinte 1925 disputou o Campeonato Municipal da APEA (Atual A3), no grupo Série A, com times apenas da cidade de São Paulo, assim conquistando seu primeiro acesso para a Segunda Divisão (Atual A2).
Em 1926 já no campeonato da Segunda Divisão APEA (Atual A2), fazendo sua estreia nesta divisão, o São Paulo Railway A.C. enfrentou equipes como: C.A. Albion, 1 de Maio Futebol Clube e o Flor do Belém F.C., o São Paulo Rawail A.C. fez uma péssima campanha em 18 jogos só venceu três e perdeu quatorze, ficando assim a nona colocação. Após este ocorrido a equipe ficou durante o ano de 1927 fora das competições oficiais, só retornando em 1928 para disputar a Primeira Divisão-Série Intermediária da LAF (Atual A2), no seu quadro principal (primeiros quadros) não fez uma boa campanha sendo eliminado no primeiro turno, porém a equipe secundária (segundos quadros) conquistou o título, mostrando a força da equipe, neste mesmo ano o São Paulo Railway disputou o  Festival Esportivo no campo do Antártica Futebol Clube  conquistando o primeiro quadro e também participou do Torneio Eliminatório Paulista de 1928. No dia 6 de janeiro de 1929 o São Paulo Railway disputou o  Torneio Eliminatório e acabou perdendo a final para o União Vasco da Gama Futebol Clube (São Paulo - SP), e assim continuou se preparando para jogar o Campeonato Primeira Divisão - Série Intermediária (LAF), que também não fez uma boa campanha. Depois disso o São Paulo Railway ficou ausente dos campeonatos oficiais até 1933.

### 1933 - Campeonato Paulista Amador de Football de 1933 (FPF)
Em 1933 o São Paulo Railway disputou seu primeiro campeonato paulista de futebol de primeira divisão, pela Federação Paulista de Football, parceira da Confederação Brasileira de Desportos, que na época não tinha aceitado o Campeonato Paulista de Futebol Profissional criado pela APEA (Associação Paulista de Esportes Athleticos). O Campeonato Paulista de Futebol Amador de 1933, foi realizado em 3 turnos, o Torneio Início de Primeiros Quadros, que o C.A. Paulista foi campeão, o Campeonato Paulista de Primeiros Quadros, sagrando o C.A. Albion como vencedor, assim como o Campeonato Paulista de Segundos Quadros que também teve como vencedor o C.A. Albion e o São Paulo Railway como vice-campeão. Campeonato este disputado só por times da cidade de São Paulo.

### 1935, 1936 e 1937
Em 1935 o São Paulo Railway A.C. disputou a Primeira Divisão da APEA (Atual A2) e conseguiu o acesso para a divisão principal. No Campeonato Paulista de 1936 acabou ficando em nono lugar com 15 pontos, e em 1937 após repetir o nono lugar o São Paulo Railway faturou o Campeonato Paulista de Segundos Quadros, uma conquista importante para a época.

### 1938 - a inauguração do Estádio Nicolau Alayon e o Campeonato Paulista Extra
Em 1919 quando o então superintendente da antiga São Paulo Railway (SPR) o Sr. Arthur J.Owen cedeu uma vasta área do terreno próximo a estação Água Branca para ali se instalar o campo de esportes, local de lazer para os funcionários e atletas da recém fundada São Paulo Railway Athletic Club. Após 18 anos da doação, o Nicolau Alayon uruguaio presidente da SPRAC decidiu pela construção do estádio iniciando-se em 1937 e terminando no ano seguinte.Inaugurado no dia 14 de maio de 1938, o Nacional foi derrotado por 2 a 1 pelo Corinthians.
Em 1938, o Campeonato Paulista foi paralisado em abril para a disputa da Copa do Mundo daquele ano. Como forma de manter em atividade os times do Estado em uma competição oficial, a APEA voltou a criar um torneio Extra. Ao lado de times como São Paulo, Santos, Portuguesa, Palestra Itália, Corinthians e Juventus, o São Paulo Railway A.C. acabou de forma árdua e guerreira na terceira colocação, desbancando os campeões e perdendo apenas um jogo na semifinal para o Palestra Itália, e ainda tornando ídolos do São Paulo Railway os craques Passarinho e Carlos Leite.

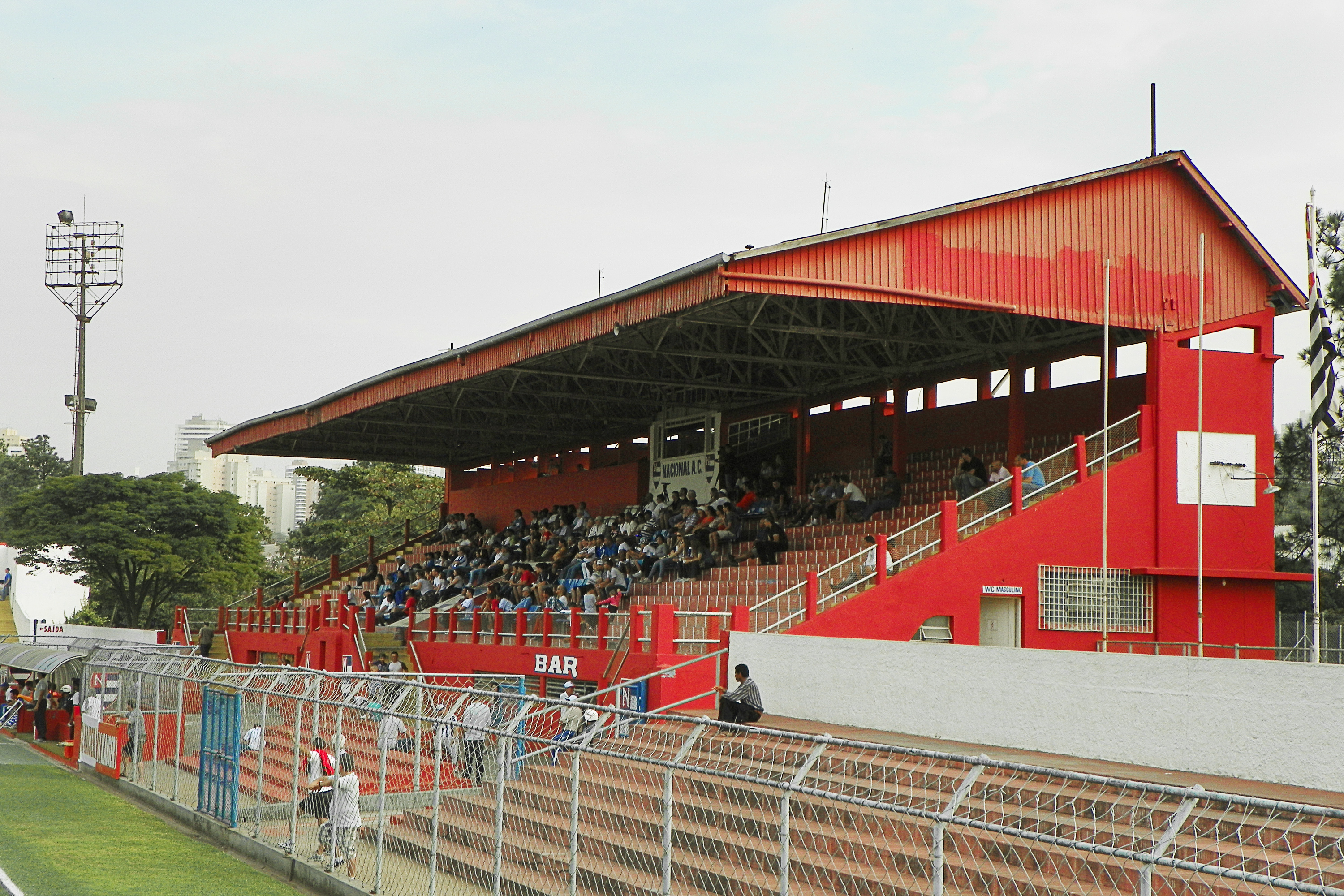
Estádio Nicolau Alayon

### 1939 - O ano da glória
O São Paulo Railway obteria sua melhor colocação em Campeonatos Paulistas: um honroso quarto lugar, atrás apenas de Corinthians, Palestra Itália (hoje Palmeiras) e Portuguesa, além de ter o terceiro melhor ataque. 3 Neste mesmo ano fez uma excursão para o estado do Paraná e realizou 3 jogos, voltando invicto para a capital paulista.

### 1943 - A primeira conquista
O Torneio Início era realizado para fazer a abertura oficial do Campeonato Paulista, em um único dia, no Pacaembu, em jogos de vinte minutos, em dois tempos, e se não houvesse gols era decidido por escanteios. E assim o São Paulo Railway A. C. se sagrou campeão após vitórias contra o Santos, Corinthians e a Portuguesa, na data de 14 de março de 1943.

### 1945 - O artilheiro
Em 1945, Passarinho seria o único jogador do time a conquistar a artilharia de um Paulistão, marcando 17 gols, a mesma marca de Servílio de Jesus, do Corinthians.

### 1947 -O ano da mudança de nome
Em 1946, a concessão da ferrovia dada a SPR termina e a estrada é nacionalizada. O clube passa pelo mesmo processo. No seu primeiro jogo com nome e uniforme novos, o SPR AC disputou um amistoso com o Clube de Regatas do Flamengo, jogando o primeiro tempo com este nome e o segundo como Nacional Atlético Clube. Com o Pacaembu lotado, o time acabou perdendo por 5 a 3.

Escudo do Nacional Atlético Clube

## Títulos
- Torneio Início: 1943
- Campeonato Paulista de Segundos Quadros: 1937
- Primeira Divisão-Série Intermediária (LAF) de Segundos Quadros: 1928
- Torneio Início de Santos: 1924
- Torneio Amistoso do Paraná (Paraná): 1939.

## Campanhas no Campeonato Paulista[12]
| Ano  | Série                          | Jogos | Pontos | Vitória | Empate | Derrota | Gols | Colocação          |
| ---- | ------------------------------ | ----- | ------ | ------- | ------ | ------- | ---- | ------------------ |
| 1924 | Divisão Principal              |       |        |         |        |         |      | Eliminado 1ª Fase  |
| 1925 | Campeonato Municipal           |       |        |         |        |         |      | 4º                 |
| 1926 | Segunda Divisão (APEA)         | 18    | 7      | 3       | 1      | 14      | 16   | 9º                 |
| 1928 | Primeira Divisão (LAF)         | 13    | 16     | 4       | 3      | 5       | 21   | Campeão 2º Quadros |
| 1929 | Primeira Divisão (LAF)         | 4     | 9      | 3       | 0      | 1       | 4    |                    |
| 1933 | Campeonato Paulista Amador     |       |        |         |        |         |      | Vice-Campeão       |
| 1935 | Primeira Divisão               |       |        |         |        |         |      | Eliminado 1ª Fase  |
| 1936 | Campeonato Paulista de Futebol | 20    | 13     | 5       | 3      | 12      | 36   | 9º                 |
| 1937 | Campeonato Paulista de Futebol | 9     | 5      | 2       | 1      | 6       | 11   | 9º                 |
| 1938 | Campeonato Paulista de Futebol | 10    | 8      | 3       | 2      | 5       | 21   | 10º                |
| 1939 | Campeonato Paulista de Futebol | 20    | 24     | 11      | 2      | 7       | 49   | 4º                 |
| 1940 | Campeonato Paulista de Futebol | 20    | 16     | 5       | 6      | 9       | 44   | 8º                 |
| 1941 | Campeonato Paulista de Futebol | 20    | 18     | 7       | 4      | 9       | 48   | 5º                 |
| 1942 | Campeonato Paulista de Futebol | 20    | 19     | 9       | 1      | 10      | 42   | 5º                 |
| 1943 | Campeonato Paulista de Futebol | 20    | 9      | 4       | 1      | 15      | 38   | 10º                |
| 1944 | Campeonato Paulista de Futebol | 20    | 21     | 9       | 3      | 8       | 41   | 5º                 |
| 1945 | Campeonato Paulista de Futebol | 20    | 14     | 6       | 2      | 12      | 37   | 8º                 |
| 1946 | Campeonato Paulista de Futebol | 20    | 12     | 5       | 2      | 13      | 27   | 9º                 |

## Ídolos[13]
- Passarinho (Artilheiro de 1945)
- Mario Silva
- Escobar
- Carlos Leite
- Chico Preto
- Dedão

## Jogos Históricos[14]
- SPR 1 x 3 Juventus . O primeiro clássico 27 de setembro de 1936 (Campeonato paulista de futebol)
- Hespanha 1 x 8 SPR . Maior goleada da história do Sp Railway 19 de setembro de 1940 (Campeonato paulista de futebol)
- SPR 5 x 3 Santos 7 de setembro de 1941 (Campeonato paulista de futebol)
- Palmeiras 1 x 2 SPR 23 de maio de 1943 (Campeonato paulista de futebol)
- Corinthians 1 x 2 SPR 25 de setembro de 1949 (Campeonato Paulista de futebol)
- SPR 3 x 1 São Paulo 13 de agosto de 1939 (Campeonato paulista de futebol)
- SPR 4 x 2 Portuguesa 14 de junho de 1942 (Campeonato paulista de futebol)
- SPR/Nacional 3 x 5 Flamengo  23 de fevereiro de 1947 (Amistoso), onde o SP Railway virou Nacional